# Otite
L'otite è un'infiammazione a livello auricolare, il cui decorso è acuto oppure cronico in base alla frequenza e gravità. A seconda della parte dell'orecchio colpita si distingue in interna, media o esterna.

## Il trattamento
In rapporto ai sintomi rilevati, le principali terapie per l'otite sono:
- Antibiotica, per cause batteriche[3]
- Antalgica, per dolore acuto
- A base di cortisone
- Rimozione del colesteatoma con intervento timpanoplastico per otite media cronica colesteatomatosa.[4]

Una grave incidenza dell'otite può causare patologie quali la sordità.